# Station Paisley Gilmour Street
Paisley Gilmour Street is een spoorwegstation van National Rail in Renfrewshire in Schotland. Het station is eigendom van Network Rail en wordt beheerd door ScotRail. 